# 5let
Az 5let magyar szintipop együttes volt, amelyet a 80-as évek végén alapítottak. Alapító tagjai Horváth Zsolt ("Hozsó"), Móré András és DJ Candyman. Első és egyetlen nagylemezük 1993-ban jelent meg Nem tetszem neked címmel, amely nagy sikernek számított, és a 32. helyet szerezte meg a Top 40 album- és válogatáslemez-listán. 1995-ben Hozsó a Kozmixhoz csatlakozott, míg Vitamin a Happy Gang tagja lett.

## Diszkográfia
- Nem tetszem neked (1993)